# Gephyromantis leucocephalus
Gephyromantis leucocephalus – gatunek madagaskarskiego płaza bezogonowego z rodziny mantellowatych (Mantellidae).

## Taksonomia
W przeszłości gatunek ten zaliczano do Gephyromantis boulengeri.

## Występowanie
Zwierzę to stanowi gatunek endemiczny żyjący jedynie na południowym wschodzie Madagaskaru.
Stworzenie to nie bytuje na dużych wysokościach. Zamieszkiwane przez nie obszary leżą na od poziomu morza do wysokości 900 metrów. Ma duże zdolności adaptacyjne. Jego siedliska to ściółka tropikalnego lasu deszczowego, ale też środowiska silnie zmienione przez człowieka, jak choćby plantacje eukaliptusowe.

## Rozmnażanie
Płaz ten nabył niezależność od środowiska wodnego. Wnioskuje się więc, że rozwija się bezpośrednio, z pominięciem żyjącej w wodzie kijanki.

## Status
W Czerwonej księdze gatunków zagrożonych IUCN płaz ten od 2004 roku klasyfikowany jest jako gatunek bliski zagrożenia (NT, ang. Near Threatened).
Osobniki opisywanego tu gatunku występują bardzo licznie. Trend liczebności populacji oceniany jest jako stabilny.
Do zagrożeń dla gatunku należy utrata i degradacja siedlisk spowodowana przez: rolnictwo (w tym wypas zwierząt gospodarskich), pozyskiwanie drewna i wytwarzanie węgla drzewnego, osadnictwo ludzkie.